# پینیون

پینیون و چرخ‌دنده حلقه‌ای.

پینیون (انگلیسی: Pinion) یا چرخ‌دندهٔ جناحی یک چرخ‌دنده کوچک است که با یک چرخ‌دنده بزرگتر (Gear) درگیر می‌شود. این ترکیب پینیون و چرخ‌دنده برای انتقال گشتاور و تغییر سرعت چرخش استفاده می‌شود. پینیون‌ها معمولاً در سیستم‌های انتقال قدرت، مانند گیربکس خودروها، ماشین‌آلات صنعتی و ساعت‌ها یافت می‌شوند. در برخی موارد، پینیون می‌تواند به عنوان یک چرخ‌دنده محرک عمل کند و در موارد دیگر، به عنوان یک چرخ‌دنده متحرک عمل کند. اندازه و تعداد دندانه‌های پینیون و چرخ دنده تعیین‌کننده نسبت دنده و در نتیجه میزان تغییر سرعت و گشتاور در سیستم انتقال قدرت است.